# Aanhalingstekens (gebaar)

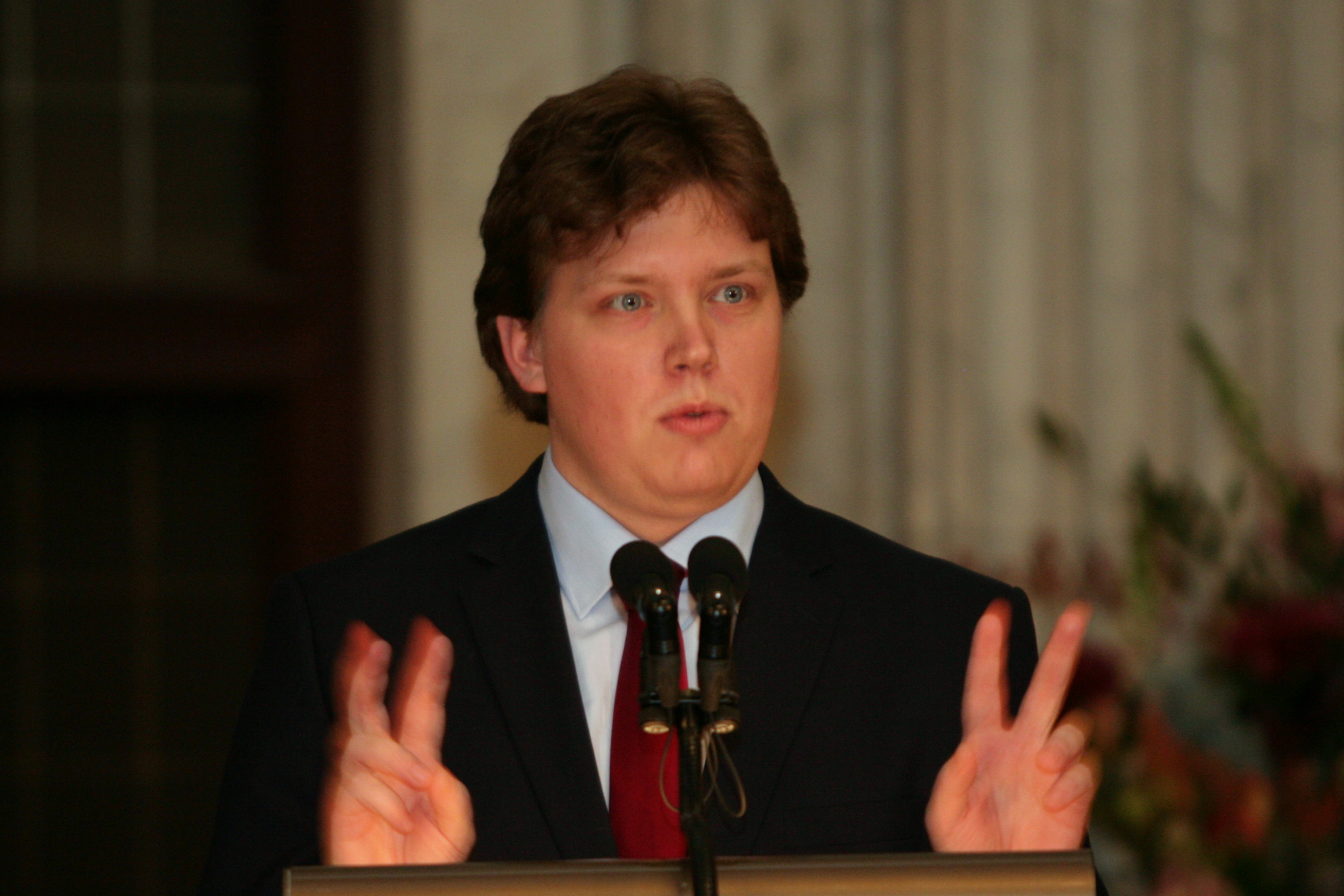
Aanhalingstekensgebaar

Het gebaar aanhalingstekens is een veelgemaakt gebaar dat met twee handen wordt gemaakt. De handen worden in lichte vuisten geheven op hoofdhoogte, wijs- en middelvingers worden gekromd omhooggestoken en maken een beweging op en neer.
Het gebaar wordt gebruikt om aan te geven dat de spreker aan het citeren is, of om aan te geven dat het woord niet helemaal letterlijk moet worden genomen, of als uitdrukking van cynisme.